# Coemptio
Nel diritto romano, la coemptio era un rito nuziale, che permetteva allo sposo di acquisire la manus sulla moglie.
L'etimologia di coemptio deriva da cum, "con" ed emptio, "acquisto, compera" (che a sua volta deriva dal verbo emo, che significa "acquistare"), quindi la parola significa letteralmente "con vendita".
Questo ha portato gli studiosi a ritenere che originariamente la coemptio fosse una forma di matrimonio per compera. In effetti il rito consisteva in un adattamento della mancipatio, un negozio tramite il quale si potevano acquistare le cose di maggiore importanza (le cosiddette res mancipi).

A tal proposito nel II secolo d.C. Gaio scrive 
(Gai., 1, 113)
Dalla frase di Gaio ("In realtà con la coemptio si passa sotto la potestà del marito tramite mancipatio, cioè una vendita fittizia") risulta come, in realtà, la mancipatio fosse, al tempo di Gaio, una vendita fittizia, come accadeva ad esempio per l'emancipatio. 
Nel rito era mancipio dans (letteralmente "colui che dà per mancipatio") il padre della donna o la donna stessa se sui iuris e mancipio accipiens ("colui che riceve per mancipatio") il marito o, se era alieni iuris, il suo pater familias.
La coemptio divenne col tempo il rito nuziale più diffuso tra quelli che permettevano di acquisire la manus. Ad esso ricorrevano soprattutto i plebei, poiché la confarreatio era loro preclusa, ma col tempo anche i patrizi abbandonarono la confarreatio, che era eccessivamente formale, per adottare la coemptio.